# Laranjal do Jari
Laranjal do Jari é um município localizado ao sul do Estado do Amapá. É o terceiro município mais populoso do estado, com 52 302 habitantes, conforme estatísticas de 2021 do Instituto Brasileiro de Geografia e Estatística (IBGE).
Com o terceiro maior PIB do Amapá (aproximadamente 800 milhões de reais em 2016 segundo o IBGE), é conhecida por Princesa do Rio Jari por ser a maior cidade do rio homônimo. É conhecida também como Beiradão, por ser construída na beira do mesmo rio.

## Geografia
O municipío de Laranjal do Jari está localizado no sul do Amapá, na Região Intermediária de Macapá e Região Imediata de Laranjal do Jari.
Localizada na margem direita do Rio Jari, Laranjal do Jari é o maior município do estado em área, com território pouco maior do que os estados brasileiros de Sergipe ou Alagoas. Também é maior do que diversos países, como Bélgica, Haiti e País de Gales, possuindo 30.782,998 km² no total. A área urbana é de 9,633 km².
Seus limites são Vitória do Jari a sul; Oiapoque, Pedra Branca do Amapari e Mazagão a leste; Almeirim (PA) a sul e oeste, Guiana Francesa ao norte e, a noroeste, possui uma fronteira com o Suriname.

### Distâncias
Segue abaixo as principais distâncias a partir de Laranjal do Jari.
- Brasília (capital federal) -1490 km (linha reta)
- Macapá (capital estadual) – 275 km
- Mazagão – 234 km
- Oiapoque – 806 km
- Porto Grande – 333 km
- Santana – 282 km

### Clima
O clima em Laranjal do Jari é tropical. O clima é classificado como Am segundo a Köppen e Geiger e 27.2 °C é a temperatura média em Laranjal do Jari.
Na maioria dos meses do ano, existe uma pluviosidade significativa em Laranjal do Jari. Só existe uma curta época seca e não é muito eficaz. Já a média anual de pluviosidade é 2244 mm.

## História
A região que hoje corresponde ao Vale do Jari foi habitada, inicialmente, por indígenas oiampis e aparaís e, posteriormente por nordestinos que vieram trabalhar na extração da borracha. Dentre essa leva de trabalhadores destacou-se um cearense chamado coronel José Júlio de Andrade que teve poder de vida e morte na região; pois, aos 35 anos de idade se consolidou como o maior latifundiário do mundo, adquirindo cerca de 3,5 milhões de hectares de terras por meios lícitos e, também ilícitos através de expropriação e da influência através da condição de deputado estadual e senador pelo estado do Pará, sendo combatido pela revolta tenentista que o obrigou a vender sua empresa Jari para um grupo de empresários portugueses, em 1948 sendo vendida mais tarde para o milionário norte-americano Daniel Ludwig.
A origem do município de Laranjal do Jari remonta à época de colonização do rio Jari, recebendo ainda influências recentes da implantação do Projeto Jari Florestal, em 17 de abril de 1967 idealizado por Daniel Ludwig, que pretendia substituir a floresta nativa por uma plantação homogênea da espécie Gmelina arborea, para a fabricação de celulose (matéria-prima do papel). Também pretendia torna-se o maior produtor mundial de carne bovina, suína e arroz.
Infelizmente o município de Laranjal do Jarí representa um imenso contraste entre a planejada e estruturada cidade de Monte Dourado, construída seguindo o modelo de classe média norte americano de habitação, e Laranjal do Jari constituída à margem esquerda do Rio Jari (Rio da Castanha) sobre palafitas. O primeiro prefeito eleito de Laranjal do Jari foi um comerciante local, nascido em Aparecida (na Paraíba) com o nome de João Queiroga de Souza.
O município foi criado em 17 de dezembro de 1987 e instalado em 1 de janeiro de 1989. Sua população tem crescido muito nos últimos anos, o município passou a integrar cerca de 90% de sua extensão territorial dentro da área de proteção ambiental (APA), onde se encontra o Parque Nacional Montanhas do Tumucumaque.

## População
A população deste município continua baixa e a densidade demográfica também. Segundo o Censo de 2010 do IBGE a população de Laranjal do Jari era de 39.942 habitantes e densidade demográfica de 1,29 hab/km².
Laranjal do Jari possui atualmente, de acordo com estimativas do IBGE de 2018, 49 446 habitantes e densidade de 1,61 hab/km² sendo o 693º município brasileiro mais populoso e o 3º maior município estadual em população, estando atrás apenas de municípios da Região Metropolitana de Macapá (a capital estadual e a Cidade-Porto do Amapá).
Evolução demográfica de Laranjal do Jari

## Política
Com a Constituição de 1988 é determinado um novo perfil a política local, que obtém mais verbas do governo federal e adquire mais responsabilidades na saúde, educação e segurança. Segundo o CAGED, há no total 5 estabelecimentos do setor público atuando na cidade, onde trabalham 1.456 servidores (densidade de 3,3 servidores para cada 100 habitantes).

### Indicadores
O Índice Firjan de Gestão Fiscal (IFGF) é um indicador que tem como objetivo medir o grau de responsabilidade administrativa por meio de indicadores que mostram o grau de evolução das políticas de recursos públicos e gestão fiscal dos municípios brasileiros. A leitura do IFGF varia entre 0 (gestão ruim) e 1 (gestão perfeita) e Laranjal do Jari atingiu o índice IFGF de 0,4517 em 2015 (2279º no país e 47º no estado). Já pelo Ranking de Eﬁciência dos Municípios – Folha (ou REM-F), que tem a finalidade de medir o grau de eficiência dos municípios brasileiros e vai de 0 (ineficiente) a 1 (eficiente), atestou que Laranjal do Jari atingiu índice de 0,430 (índice com pouca eficiência), colocando a cidade em 3279º lugar no Brasil.

### Símbolos
Os símbolos do município de Laranjal do Jari são a bandeira, o brasão e o hino.

### Poder legislativo
No legislativo possui 9 vereadores e é representado pela Câmara de Laranjal do Jari.

### Poder executivo
É representado pela Prefeitura de Laranjal do Jari. O prefeito atual é Márcio Clay da Costa Serrão (ou Márcio Serrão), do PRB, eleito em 2016 para a gestão 2017-2020 e reeleito para gestão 2021-2024.

### Poder judiciário
No judiciário Laranjal do Jari é uma comarca da Justiça Estadual e conta com um fórum. Possui as seguintes varas:
- 1 Vara de Competência Geral e Tribunal do Juri
- 1 Vara de Competência Geral, Violência Doméstica e Execuções Penais
- 1 Vara de Competência Geral e Infância e Juventude
- 1 Vara de Juizado Especial Cível, Criminal e de Fazenda Pública

## Economia
Segundo dados do IBGE, em 2016 o Produto Interno Bruto de Laranjal do Jari foi de cerca de R$ 780 801 320,00 e o PIB per capita era de R$ 16 741,38. Possui o terceiro maior Produto interno bruto (PIB) dentre os municípios do Amapá sendo superado apenas por municípios da Região Metropolitana de Macapá (a capital estadual e Santana), estando caracterizada também como a 895ª maior economia do Brasil.
Laranjal do Jari possui um total de mais de 1600 empresas atuantes segundo o Empresômetro e segundo o Cadastro Geral de Empregados e Desempregados (CAGED, do Ministério da Economia) esse total é de 700.

### Setor primário
No setor primário há a criação dos gados bovino e principalmente bubalino. Há os cultivos de arroz, abacaxi, banana, cupuaçu, feijão, laranja, milho, melancia e mandioca. Nesse setor há um total de 8 empresas de agropecuária, segundo o CAGED.

### Setor secundário
No setor secundário, a extração e a fabricação de palmitos de açaí. Há ainda a extração da castanha-do-Brasil, voltada à fabricação de óleo comestível, grande parte exportada. Algumas padarias e fábricas de tijolo que além de atender o alto consumo interno e vende boa parte para o Estado do Pará. Também possui algumas movelarias que fabricam produtos de boa qualidade. O Governo do Estado investiu, em 2000, R$ 130.000,00 na região do Iratapuru com obras de reforma e ampliação da fábrica de beneficiamento de castanha-do-pará, administrada pela Cooperativa de Produtores Extrativistas do Rio Iratapuru. Segundo o CAGED totalizam 38 estabelecimentos de setor secundário (sendo 37 industriais e 1 extrativa mineral) atuando na cidade.

### Setor terciário
Atualmente há a prestação de serviços como a construção civil. O comércio é também fator importantíssimo para o desenvolvimento da região, além de vários bares, boates e alguns hotéis. Segundo o CAGED, há no total 649 estabelecimentos de setor terciário atuando na cidade, sendo:
- 403 de comércio (388 varejista e 15 atacadista)
- 200 de serviços
- 39 de construção civil
- 7 de serviços industriais de utilidade pública

#### Turismo e Lazer
O rio Jari possui diversas cachoeiras, mas a principal é a de Santo Antônio, considerada uma das mais belas do Brasil, muito visitada aos finais de semana.
Eventos Culturais
Os festejos em junho, em louvor a Santo Antônio, padroeiro local e ainda o festival da Castanha-do-Brasil, realizado pelas cooperativas, no mês de julho.

## Esportes
Na cidade há o Estádio Municipal João Queiroga (ou Estádio Queirogão) com capacidade para 2 mil lugares. O mandante é o time local Laranjal do Jari Futebol Clube.

## Urbanização
Com área urbana de 9,633 km², Laranjal do Jari se localiza numa península chamada beiradão (daí seu apelido) e se desenvolveu em torno da rodovia BR-156. Suas ruas geralmente são tortuosas com algumas quadras retas.

### Bairros
Atualmente a cidade de Laranjal do Jari possui 14 bairros: 
- Centro
- Samaúma
- Malvinas
- Santarém
- Sagrado Coração de Jesus
- Agreste
- Prosperidade
- Nova Esperança
- Mirilandia
- Castanheira
- Buritizal
- Cajari
- Sarney
- Nazaré Mineiro

## Infraestrutura
A estrutura de Laranjal do Jari possui logística que inclui transporte, segurança e educação.

#### Emissoras
Atualmente temos disponíveis na cidade os(as) seguintes sinais de televisão e emissoras de rádio (todas FM).
Rádios
| Nome                                    | Frequência | Razão social           | Prefixo | RDS |
| --------------------------------------- | ---------- | ---------------------- | ------- | --- |
| Rádio Laranjal FM                       | 87.9 MHz   | —                      | —       | —   |
| Rádio Verdade (Antiga Rádio Marco Zero) | 97.9 MHz   | Rádio Marco Zero Ltda. | ZYS 450 | Não |

Televisão
| Nome                  | CA | CD                | Razão social               | Afiliação         | Prefixo |
| --------------------- | -- | ----------------- | -------------------------- | ----------------- | ------- |
| Rede Amazônica Macapá | 27 | —                 | Rádio TV do Amazonas Ltda. | Rede Globo        | ZYA 285 |
| TV Cerrado            | 11 | 32 Em implantação | TV Amazônia Ltda.          | Rede Bandeirantes | RTV     |
| TV Verdade Jari       | 7  | 7.1 (38)          | Jari Comunicações Ltda.    | SBT               | RTV     |

#### Transição para o sinal digital de televisão
Com base no decreto federal de transição das emissoras de TV brasileiras do sinal analógico para o digital, todas as emissoras listadas acima iram cessar suas transmissões analógicas VHF entre 14 de agosto de 2018 e 31 de dezembro de 2023, seguindo o cronograma oficial da ANATEL.

### Educação
Dentre os projetos do Plano de Desenvolvimento da Educação, do Ministério da Educação, executado pelo Instituto Nacional de Estudos e Pesquisas Educacionais Anísio Teixeira (INEP), na região Norte, as escolas públicas Urbanas estabelecidas no município de Laranjal do Jari obtiveram os seguintes índices de desenvolvimento da educação básica (IDEB) em 2005.
Entretanto, o município visa melhorar esse quadro trabalhando com projetos educacionais na área de Tecnologia de Informação e Comunicação (TIC), com a implantação de escolas técnicas, e curso de formação continuada a partir de convênio com os diferentes órgãos e instituição de nível superior.

#### Ranking
O atual IDEB da escola municipal Zélia Conceição da Silva é de 3.5 foi a única escola da rede municipal que teve aumento no índice de 2.1 em 2005 para 3.5 em 2007. Tendo um aumento de 1.4 de 2005 para 2007. Resultado esse que vem demonstrando o significante trabalho dos profissionais dessa instituição escolar. Vale ressaltar que a escola estadual Santo Antônio do Jari obteve um aumento significativo no IDEB no ano de 2007 de 3,6.
| IDEB, escola e ranking estadual | IDEB, escola e ranking estadual                          | IDEB, escola e ranking estadual |
| ------------------------------- | -------------------------------------------------------- | ------------------------------- |
| Nota                            | Escola                                                   | Ranking                         |
| 3,6                             | Escola Estadual Santo Antônio do Jari                    | 21º                             |
| 3,6                             | Escola Estadual Profª Sônia Henriques Barreto            | 22º                             |
| 3,6                             | Escola Estadual Mineko Hayashida                         | 25°                             |
| 4,2                             | Escola Municipal Vinha de Luz                            | 23º                             |
| 3,3                             | Escola Estadual Profª Maria de Nazaré Rodrigues da Silva | 56º                             |
| 3,2                             | Escola Municipal Paulo Freire                            | 68º                             |
| 3,1                             | Escola Estadual Prosperidade                             | 81º                             |
| 3,1                             | Escola Municipal Professora Tereza Teles                 | 82º                             |
| 3,1                             | Escola Municipal Raimunda Rodrigues Capiberibe           | 83º                             |
| 3,0                             | Escola Municipal João Queiroga de Souza                  | 97º                             |
| 2,7                             | Escola Municipal Santa Maria Menina                      | 23°                             |
| 3,5                             | Escola Municipal Marilza Nascimento Pinheiro             | 56                              |
| 5,5                             | Escola Estadual Bom Amigo do Jari                        | 122º                            |
| 2,5                             | Escola Estadual Irandyr Pontes Nunes                     | 125º                            |
| 2,5                             | Escola Municipal Terezinha Lima Queiroga de Sousa        | 126º                            |
| 2,2                             | Escola Municipal Santa Lúcia                             | 123                             |
| 2,7                             | Escola Estadual General Emílio Garrastazu Médici         | 145°                            |
| 2,1                             | Escola Municipal Weber Eider Q. Gonçalves                | 123°                            |
| 5,1                             | Escola Estadual Prof° Vanda Maria de Souza Cabetê        | 136°                            |
| 3,5                             | Escola Municipal Zélia Conceição Souza da Silva          | 136º                            |

#### Estabelecimentos
O IFAP - Instituto Federal do Amapá mantém um Campus implantado na cidade em 2010, localizado no bairro Cajari.
Há um núcleo da Universidade Federal do Amapá (UNIFAP). E também há escolas particulares na cidade nas quais podemos citar:
- Escola Ana Neri
- Centro Educacional Dinâmico

### Saúde
O setor saúde restringe-se a atendimentos de primeiros socorros em postos de saúde. Há o Hospital Estadual de Laranjal do Jari e a Unidade de Pronto Atendimento (UPA), inaugurado em 3 de outubro de 2018. Há ainda a Balsa Hospital Lélio Silva está parada. Os casos mais graves têm de ser encaminhados à capital.

### Abastecimento
Apesar do abastecimento de água oferecido pela Caesa ter contribuído para o deslocamento da parte da população para o interior do município, onde existem terras mais adequadas e a ocupação humana, continua sendo precária ao longo do rio Jari, que apresenta aglomerado de casa de palafitas. Assim, o abastecimento de água tratada atinge apenas 40% da população.
O saneamento básico na área é inexistente. Existe atualmente um projeto tramitando no Bird, para investimento com fins a propor melhores condições de saneamento para o município.

### Segurança
Abaixo as delegacias da cidade.
- 11° Batalhão de Polícia Militar
- Delegacia de Polícia Civil
- Delegacia Civil de Crime Contra a Mulher
- Delegacia Civil da Infância e Juventude

### Transporte

#### Aéreo
O município possui um aeroporto, o Aeroporto de Laranjal do Jari, com pista de 1000mx25m revestido em cascalho que está desativado.

#### Fluvial
Para as localidades vizinhas, as vias de acesso são feitas através dos transportes fluviais e rodoviários. Ao Estado do Pará (por Almeirim) dá-se através de embarcações conhecidas na região por catraias, com uma duração média de um minuto.
Quanto à capital do Estado, pode ser feito através de barcos com uma duração média de 16 horas.

#### Terrestre
Já é possível fazer trajeto por via rodoviária e a principal estrada federal que passa no município é a BR-156, que é parcialmente asfaltada. Na cidade, há o Terminal Rodoviário de Laranjal do Jari, com horário direto para a Região Metropolitana de Macapá (à capital estadual e à Santana), Porto Grande e Oiapoque.
O transporte coletivo urbano é feito por empresas de ônibus atendendo diariamente quatro bairros: Centro, Agreste, Sarney e Nazaré Mineiro. Os bairros (Malvinas, Santarém e Samaúma) por localizarem-se em áreas de várzea (passarelas), não possuem um itinerário para o transporte coletivo urbano. Há um número elevado de táxis que transportam os munícipes através de lotações e estas terminam superando os próprios transportes coletivos oficiais.